# Floriano Peixoto
Floriano Vieira Peixoto (30 tháng 4 năm 1839 đến ngày 29 tháng 7 năm 1895), sinh ra ở Ipioca (nay là một huyện của thành phố Maceió thuộc bang Alagoas), biệt danh "Iron Marshal", Là một người lính và chính trị gia Brasil, một cựu chiến binh của cuộc chiến tranh Paraguay, và Tổng thống thứ hai của Brasil. Ông là Phó Tổng thống đầu tiên của Brasil đã kế nhiệm vị đương kim Tổng thống giữa nhiệm kỳ.

## Tiểu sử
Floriano Peixoto là một nguyên soái quân đội khi được bầu làm phó chủ tịch vào tháng 2 năm 1891. Sau đó, tháng 11 năm 1891, ông lên chức tổng thống sau khi ông Marshal Deodoro da Fonseca, vị tổng thống đầu tiên của Brasil, đã từ chức. Floriano Peixoto đã lên nắm ghế Tổng thống trong một thời kỳ khó khăn của nước Cộng hòa mới của Brasil, vốn đang ở trong một cuộc khủng hoảng chính trị và kinh tế tổng quát đã làm cho tệ hơn bởi ảnh hưởng của sự bùng nổ của bong bóng kinh tế Encilhamento.

## Chính phủ
Là một nhà độc tài khó tính, Floriano Peixoto đã đánh bại cuộc nổi loạn của các viên chức hải quân chống lại ông ta trong những năm 1893-1894 và một phong trào quân sự có chủ lực ở các bang Rio Grande do Sul và Santa Catarina trong những năm đó. Chính phủ của ông đã được đánh dấu bằng việc tập trung quyền lực và chủ nghĩa dân tộc hóa tăng lên.

## Di sản
Đài tưởng niệm Marshal Floriano Peixoto tại Khu thương mại Rio de Janeiro
Anh ta thường được gọi là "Người củng cố Cộng hòa" hoặc "Sáu mác". Ông rời nhiệm kỳ ngày 15 tháng 11 năm 1894. Mặc dù ông không được ưa chuộng, ông chịu trách nhiệm về việc củng cố Chính phủ Cộng hòa mới.
Desterro, thủ đô của bang Santa Catarina, được đổi tên thành Florianópolis như là hình phạt cho sự tham gia của nó vào cuộc Cách mạng Liên bang năm 1894.